# Braniștea (gmina w okręgu Mehedinți)
Braniștea – gmina w Rumunii, w okręgu Mehedinți. Obejmuje miejscowości Braniștea i Goanța. W 2011 roku liczyła 1827 mieszkańców.